# Edward Verheyden
Eduardus Carolus (Edward) Verheyden (Antwerpen, 8 oktober 1878 – Antwerpen, 10 april 1959) was een Belgisch componist en muziekpedagoog.
Hij was zoon van Maria Anna Gillis en Carolus Cornelius Verheyden (makelaar in goederen). 
Hij begon als koorknaap in de Sint-Augustinuskerk, alwaar de koordirigent Antoine Bacot was. Hij kreeg vervolgens een opleiding viool aan het Vlaams Conservatorium van dezelfde Bacot. Door familieomstandigheden brak hij zijn studie af (1892-1894), toen hij verder ging studeren koos hij onder advies van Peter Benoit de richting harmonieleer; Lodewijk Mortelmans werd zijn docent. Toch ging hij verder met viool, hij ging spelen bij de Gentse Franse Opera en nam aanvullende lessen bij Eugène Ysaÿe aan het Brussels Conservatorium. 
Hij zou meer bekend worden als opleider van een generatie Belgische musici, vanaf het moment (1906) toen hij leraar werd aan het Vlaams Conservatorium. Hij bleef er tot aan zijn pensioen in 1944 werken en was in van 1 december 1941 tot 28 april 1942 waarnemend directeur.
Op compositorisch vlak schreef hij van jongs af aan allerlei werken. Benoit zag zijn L'Angelus-Fragment symphonique uit 1892 en stuurde hem aan de hand daarvan richting componeren. Van zijn hand kwamen twee: opera's (Heibieke uit 1908 en De geest uit 1924) en werken in allerlei genres zoals de kindercantate De Dijle (een van zijn laatste werken, 1958) en symfonisch werk Feestklanken (1911). Zijn cantate La mort du roi Renaud leverde hem nog een eervolle vermelding bij de Prijs van Rome op. In 1958 programmeerde het Nationaal Instituut voor de Radio-omroep (NIR) nog een avond aan zijn muziek, waaronder die kindercantate. 
Hij was in 1922 betrokken bij de oprichting van de voorloper van SABAM (Navea).
- International Standard Name Identifier: 0000 0003 9266 1350
- Library of Congress Control Number: n2012071314
- MusicBrainz: da577bd5-21ed-4ca2-b5a5-ba66e083c506
- Nederlandse Thesaurus van Auteursnamen: 344725006
- Virtual International Authority File: 286757130
- WorldCat: E39PCjCCbYCw3fQtTrPVfkFD7b